# Silviu Izvoranu
Silviu Izvoranu (n. 2 noiembrie 1983, Galați) este un jucător român de fotbal retras din activitate.
Era un jucător polivalent, putând evolua atât ca mijlocaș defensiv, cât și în apărare, pe posturile de fundaș central sau fundaș lateral.